# Venables
Venables is een plaats en voormalige gemeente in het Franse departement Eure (regio Normandië) en telt 776 inwoners (2005). De plaats maakt deel uit van het arrondissement Les Andelys. Venables is op 1 januari 2017 gefuseerd met de gemeenten Bernières-sur-Seine en Tosny tot de gemeente Les Trois Lacs. 

## Geografie
De oppervlakte van Venables bedraagt 14,9 km², de bevolkingsdichtheid is 52,1 inwoners per km².
De onderstaande kaart toont de ligging van Venables met de belangrijkste infrastructuur en aangrenzende gemeenten.

## Demografie
Onderstaande figuur toont het verloop van het inwonertal (bron: INSEE-tellingen).